# 美しい人 (2005年の映画)
『美しい人』（うつくしいひと、Nine Lives）は、ロドリゴ・ガルシア監督による2005年のアメリカの映画。

## 概要
人間関係に問題を抱えている女性に焦点を当てた9本のショートストーリーで構成されている。それぞれに話としての直接的な繋がりはないが、登場人物が一部重なっていたり、時系列が窺えるものもある。また、各ストーリーはすべてワンカットの長回しで撮影されている。
2005年のロカルノ国際映画祭で金豹賞（最優秀作品賞）と銅豹賞（主演女優賞、9人に対して)を受賞した。また同年のナショナル・ボード・オブ・レビュー賞では「映画製作における特別業績賞」を受賞した。

## あらすじ

### サンドラ
群刑務所に収監されているサンドラは模範囚を目指しており、そのために同じ囚人の行為を密告することも受け入れる。娘が面会にやって来るが、会話に使う電話機が壊れていて声が聞けなかったため、感情的になり看守に取り押さえられる。

### ダイアナ
深夜営業のスーパーマーケットで買い物をしていた妊婦ダイアナは、昔の恋人ダミアンと数年ぶりに再会する。お互いに結婚したことなどを話すうち、かつての破局や現在の気持ちが口に上り、両者共に葛藤する。一度は拒絶の態度を見せるものの、立ち去ったダミアンの後を追うダイアナ。

### ホリー
離れていた家を久しぶりに訪れたホリーは、強い態度で妹のヴァネッサに迫り、父親を職場から呼び出させる。父親の帰宅を待つ間、幼い頃の思い出に触れて笑顔を見せるが、辛い記憶とも向き合わざるを得なくなる。やってきた父親を前にするとヴァネッサを外へ追いやり、銃口を彷徨わせる。

### ソニア
ソニアとマーティンは、友人夫婦のダミアンとリサの新居を訪問。しかし歓談が始まる前からソニアたちはぎこちない距離感を見せ始め、ついにはダミアン夫妻の前で自分たちが冷え切った関係であることを露わにしてしまう。

### サマンサ
サマンサの父親は病気で車椅子が必要になり、片手も不自由なため音楽演奏に困難を抱えている。父はサマンサのことを大事に思っているものの、妻についてはサマンサ越しに様子を尋ねるだけ。サマンサの母・ルースは夫の介護に疲れており、夫の様子を直接窺うことはせずサマンサに尋ねる。夫婦直接の会話はなく、常にサマンサが両者の間を取り持っている。介護や金銭を気にして遠地への進学を諦めないよう、それぞれから諭されるサマンサだが、家に残ることを告げる。

### ローナ
元夫アンドリューの再婚相手が自殺し、その葬式へ参列したローナ。周囲の冷ややかな態度に耐えられず帰ろうとする彼女をアンドリューは引き止め、ずっとローナへの想いを抱き続けていたことを告白する。ローナもそれを拒絶しきれない。

### ルース
娘の教師と不倫しているルースは、逢瀬のためにモーテルへ。しばしロマンスに浸るルースだが、ふと一人になった際、近くの部屋の女性客が警察に連行されるところを目撃する。何気なくその部屋へ立ち入ったところ、後片付けに残っていた女性から、客が幼い娘のことなどを口にしていたと聞き、部屋へ戻って娘のサマンサへ電話をかける。夫の様子を尋ねたルースは、不倫相手を残してモーテルを後にする。

### カミール
乳がん手術を控えるカミールは情緒不安定になり、医師や看護師に対する罵りを口にするばかりか、些細なことで夫リチャードをもなじる。だがリチャードは鷹揚とした態度を変えず、カミールを思いやる。

### マギー
墓地を訪れたマギー。ある墓の前で娘のマリアと穏やかなやり取りを続けるが、やがて泣き崩れてしまう。そして、娘の好物を墓石の上に残し、一人で去っていく。

## キャスト
| 役名     | 俳優                     | 日本語吹替 |
| -------- | ------------------------ | ---------- |
| サンドラ | エルピディア・カリロ     | 藤生聖子   |
| ダイアナ | ロビン・ライト           | 那須佐代子 |
| ホリー   | リサ・ゲイ・ハミルトン   | 坂本千夏   |
| ソニア   | ホリー・ハンター         | 坪井木の実 |
| サマンサ | アマンダ・サイフリッド   | 甲斐田裕子 |
| ローナ   | エイミー・ブレネマン     | 朴璐美     |
| ルース   | シシー・スペイセク       | 大西多摩恵 |
| カミール | キャシー・ベイカー       | 佐藤直子   |
| マギー   | グレン・クローズ         | 榊原良子   |
| ダミアン | ジェイソン・アイザックス | 東地宏樹   |

## 評価
レビュー・アグリゲーターのRotten Tomatoesでは86件のレビューで支持率は76%、平均点は6.90/10となった。Metacriticでは25件のレビューを基に加重平均値が80/100となった。